# John Anderson (seglare)
John Anderson, född den 24 juli 1939 i Sydney, är en australisk seglare.
Han tog OS-guld i starbåt i samband med de olympiska seglingstävlingarna 1972 i München.